# Catherine Lloyd Burns
Catherine Lloyd Burns (New York, 19 aprile 1961) è un'attrice statunitense.
È principalmente nota per aver interpretato Caroline Miller, l'insegnante dell'eponimo protagonista, nella sitcom Malcolm.

## Filmografia parziale

### Cinema
- La notte che non c'incontrammo (The Night We Never Met), regia di Warren Leight (1993)
- Michael, regia di Nora Ephron (1996)
- Mafia!, regia di Jim Abrahams (1998)
- Mowgli e il libro della giungla (The Jungle Book: Mowgli's Story), regia di Nick Marck (1998)
- Falso tracciato (Pushing Tin), regia di Mike Newell (1999)
- Everything Put Together (Tutto sommato) (Everything Put Together), regia di Marc Forster (2000) - anche sceneggiatrice assieme a Marc Forster e al marito Adam Forgash
- Tentazioni d'amore (Keeping the Faith), regia di Edward Norton (2000)
- The Baxter, regia di Michael Showalter (2005)
- Dedication, regia di Justin Theroux (2007)
- Adult World, regia di Scott Coffey (2013)

### Televisione
- Law & Order - I due volti della giustizia (Law & Order) – serie TV, episodio 2x02 (1991)
- All-American Girl – serie TV, episodio 1x03 (1994)
- Cinque in famiglia (Party of Five) – serie TV, episodio 1x05 (1994)
- E.R. - Medici in prima linea (E.R.) – serie TV, episodio 1x23 (1995)
- Partners – serie TV, 22 episodi (1995-1996)
- La seconda guerra civile americana (The Second Civil War), regia di Joe Dante – film TV (1997)
- Malcolm (Malcolm in the Middle) – serie TV, 12 episodi (2000)
- Search Party – serie TV, 7 episodi (2016-2021)

## Doppiatrici italiane
Nelle versioni in italiano delle opere in cui ha recitato, Catherine Lloyd Burns è stata doppiata da:
- Liliana Sorrentino in Falso tracciato
- Tiziana Avarista in Malcolm